# 克劳斯·赖歇特
克劳斯·赖歇特（德語：Klaus Reichert，1947年6月3日—），联邦德国男子击剑运动员。他曾获得1976年夏季奥运会男子花剑团体金牌和1984年夏季奥运会男子花剑团体银牌，他也参加了1972年夏季奥运会。